# The Tag-Along: The Devil Fish
The Tag-Along: The Devil Fish (mandarí: 人面魚: 紅衣小女孩外傳) és una pel·lícula de terror taiwanesa del 2018 dirigida per David Chuang. És una preqüela de The Tag-Along (2015) i The Tag-Along 2 (2017). La pel·lícula és protagonitzada per Vivian Hsu, Cheng Jen-shuo. La pel·lícula es va estrenar als 55ns Premis de Cinema Cavall d'Or. Fou estrenada el 3  de novembre de 2018.

## Argument
La pel·lícula es basa en una altra famosa llegenda urbana taiwanesa, una història de fantasmes que  implicava tres homes que atrapaven i grillaven un peix al centre de Taiwan només per notar que apareixia una cara quan començaven a menjar-se'l. Aleshores van sentir una veu que els preguntava, en taiwanès, 「魚肉好吃嗎？」 ("La carn del peix és saborosa?").
La història de 人面魚 (peix amb cara de persona) és un conte popular molt conegut a Taiwan. Fa dècades que existeixen a Taiwan les històries d'una criatura semblant a un peix amb rostre humà, semblant en certa manera al yokai japonès. La pel·lícula presenta el mateix conte popular dels tres homes agafant el peix i escoltant la famosa frase al començament, després la trama segueix els esforços d'un grup de persones, en què participen un sacerdot del temple, un nen jove i la mare del nen tal com són. assetjat per esperits maliciosos provocats pels peixos capturats.
Després de completar la història de Tag Along, els creadors de la pel·lícula volien fer una pel·lícula sobre un altre conte popular taiwanès, escollint el peix diable, potencialment iniciant una sèrie en la qual podrien cobrir més llegendes urbanes taiwaneses en el futur. La pel·lícula també està ambientada abans dels esdeveniments de 紅衣小女孩2 (The Tag Along 2), incloent el fill petit del sacerdot del temple del tigre i el seu avi que apareixen tots dos a The Tag Along 2 treballant al temple del tigre, on el fill era el xicot d'una noia desapareguda a la història.
La trama de la precuela explora el passat de Lin Chun-Kai i l'origen del dimoni que posseïa la filla de Mei-Hua que la va convertir en la noia de vermell en primer lloc. Resulta que el dimoni neix de l'esperit venjatiu d'un fill desfigurat d'un home ric, el senyor Chung. El fill del senyor Chong va néixer amb una malaltia rara de la pell que li dóna la pell que semblava l'escama d'un peix. Chung abusa molt del seu fill a causa de la seva desfiguració i acumulació en ell, matant el seu fill. L'esperit venjatiu del seu fill és llavors aprofitat per un dimoni malèvol per causar estralls a la gent. El pare de Lin Chun-Kai, un mestre xaman, lluita amb èxit contra el dimoni amb l'ajuda de l'esperit del Senyor Tigre, però a costa de la seva vida. Al final, Lin Chun-Kai és adoptat per l'avi que també és el mestre xaman i l'entrena perquè sigui el successor del seu pare, donant lloc a l'esdeveniment de Tag-Along 2.

## Repartiment

### Principal
- Vivian Hsu com a Huang Ya-Hui
- Cheng Jen-shuo com Lin Chi-Cheng
- Wu Zhi-xuan com a Chia-Hao (Juvenil)
- Joe Chang com a Chung
- Francesca Kao com a Lin Mei-Hua
- Lung Shao-hua com a Aron
- Tsai Wu-hsiung com a Hung Wen-Hsiung
- Wu Hung-hsiu com a Hei-Gou
- Kuan Ming-tso com Fatty
- Chen Shao-Hui com Lin Chun-Kai
- Belle Hsin com a Mei Ling
- Chou Ming-yu com el pare de Chia-Hao
- Hsu Li-Yun com a vella àvia
- Wang Hsin-Jue com a Ah-Di
- Mitsue Kagota com a xicota del pare de Chia-Hao

### Protagonisme convidat
- Rainie Yang
- Hsu Wei-ning
- Riu Huang
- Ruby Chan